# The Adventures of Rocky and Bullwinkle and Friends
The Adventures of Rocky and Bullwinkle and Friends és un videojoc llançat per THQ. Va ser inspirat en The Rocky and Bullwinkle Show. El joc consisteix en set nivells que s'ha de travessar diversos locals: Una muntanya dels Alps suïssos, una cova, una mina, un submarí, un vaixell fantasma, un poble amb port i un castell. Hi ha disponibles diversos mini-jocs en certs punts en què es pot obtenir vides extra. Aquests mini-jocs són el Peabody i el Sherman.